# Escudo de Dinamarca
La descripción heráldica o blasonamiento del escudo de Dinamarca es la siguiente:

En un campo de oro sembrado de nueve corazones de gules, tres leones pasantes de azur, armados y lampasados de gules y coronados de oro.
Al timbre la Corona de Cristián V que es la real danesa, cerrada, que es un círculo de oro engastado de piedras preciosas, decorado en sus bordes superior e inferior por perlas, compuesto de ocho florones, visibles cinco, interpolados de perlas y de los que parten sendas diademas sumadas de perlas, que convergen en un orbe de azur, con el semimeridiano y el ecuador de oro y decorados con perlas, sumado de cruz de oro y de plata. La corona forrada de gules.

## Historia
En el escudo de Dinamarca figuran tres leones pasantes, apoyados en tres de sus patas y con la derecha delantera levantada, de azur (azul heráldico) que se encuentran situados en un campo de oro (un fondo de color amarillo heráldico) adornado con nueve corazones de gules (rojo heráldico).
La primera representación del emblema heráldico danés (que se encuentra entre los más antiguos) de la que se tiene noticia es un sello que empleó el rey Canuto VI y que data de una fecha cercana al año 1194. Los esmaltes y metales del escudo, colores en terminología heráldica, están documentados a partir del año 1270, durante el reinado de Erico V.
En versiones anteriores, los leones heráldicos se representaban mirando al observador y no estaba fijado el número de los corazones representados en el fondo. Algunos autores han expuesto que inicialmente las figuras de los corazones pudieron ser representaciones de las flores de la planta del Nuphar (søblade en danés).
La versión actual fue adoptada en 1819, durante el reinando de Federico VI, cuando se fijó en nueve el número de corazones y se dispuso que los leones mirasen de frente.
Hasta aproximadamente el año 1960, como sucede actualmente en Suecia, las autoridades danesas usaban el llamado escudo pequeño, nombre por el que era conocido el actual escudo nacional, y el escudo grande que era el personal del monarca. En el escudo grande el blasón danés figuraba junto con los de otros territorios bajo su soberanía o que fueron dominios de la Corona danesa en el pasado. En la actualidad este escudo es exclusivo del monarca.
La corona que figura en el timbre del escudo de Dinamarca es la representación heráldica de la corona del rey Cristián V que fue empleada en el pasado en las ceremonias de coronación de los monarcas daneses (en la actualidad esta ceremonia ha caído en desuso y no se celebra). 
El blasón de Dinamarca es prácticamente idéntico a los de Estonia y la ciudad de Tallin, ya que ambos tienen su origen y están relacionados con la figura del rey danés Valdemar II. El norte de Estonia estuvo bajo control danés desde 1219 a 1346. Estos escudos se diferencian del danés; en ellos no aparecen representados los corazones y los leones heráldicos son leopardados, es decir aparecen mirando al observador, y tampoco están coronados.
La heráldica de los monarcas daneses ha inspirado el escudo del desaparecido Ducado de Schleswig, un territorio controlado por Dinamarca en el pasado y en la actualidad dividido entre este país y Alemania. En este escudo, de los mismos colores, aparecen representados dos leones no coronados (en vez de tres) y en el fondo, como en el caso de Estonia, tampoco figuran los corazones.

## Escudo de armas del monarca danés
La versión actual del escudo de armas que usa el soberano danés fue adoptada el 20 de diciembre de 2024 y representa, en su conjunto, todos los territorios que conforman en la actualidad el Reino de Dinamarca.  
El escudo se encuentra cuartelado, dividido en cuatro partes, por la “Cruz de Dannebrog”. Esta cruz es de plata bordeada de gules (blanca con bordes rojos) y representa la Dannebrog, nombre por el que es conocida la bandera nacional, formada por una cruz escandinava sobre fondo rojo. Sobre la cruz se encuentra en escusón el escudo de Oldemburgo, en representación de la dinastía gobernante. Este blasón está compuesto por dos fajas heráldicas de gules (franjas horizontales rojas) en un campo de oro. 
En los diferentes cuarteles se encuentran los blasones de los diferentes territorios que conforman el Reino danés:
- Primer cuartel (superior izquierdo): escudo de Dinamarca, descrito anteriormente.
- Segundo cuartel (superior derecho): escudo de las Islas Feroe, formado por un carnero pasante de plata (blanco o gris heráldico) armado de oro (con cuernos de color amarillo) en un campo de azur.
- Tercer cuartel (inferior izquierdo): escudo de Groenlandia, en el que figura un oso polar rampante (con las patas delanteras levantadas) en un campo de azur.
- Cuarto cuartel (inferior derecho): escudo del desaparecido Ducado de Schleswig, inspirado en las armas danesas como se ha indicado. En la actualidad, parte de este ducado es parte de Dinamarca como Jutlandia Meridional.

El escudo está rodeado por los collares de las órdenes de Dannebrog y del Elefante cuyos maestrazgos ostenta el monarca danés. Como tenantes del escudo las figuras de dos salvajes armados con garrotes de madera que simbolizan la fuerza del monarca. El escudo y las figuras de los salvajes a su vez están colocados sobre un manto real de gules, forrado de armiño, adornado con flecos, cuerdas y borlas de oro. Sobre el manto descansa la corona real danesa.

Blasón de Dinamarca
Blasón de Islas Feroe
Blasón de Groenlandia
Blasón de Oldemburgo
Blasón de Schleswig

### Historia
Al representar a uno de los monarcas más poderosos de la Europa septentrional a lo largo de su historia, el escudo del rey o reina de Dinamarca ha ostentado los diferentes títulos gobernados o reclamados por la corona. Dentro de los blasones reflejados han estado, por ejemplo, los de la Unión de Kalmar, del título de Rey de los Godos y de Rey de los Vándalos y de diversos estados feudales bajo el dominio del rey danés.
En la era moderna, algunos de los títulos nobiliarios fueron suprimidos del escudo y se incorporaron representaciones de los territorios bajo dominio danés. El escudo del rey Federico VI incorporó, en 1819, los blasones de Groenlandia, Islandia y las islas Feroe, mientras el escudo de Noruega (en el segundo cuartel) fue eliminado tras el fin de la unión de ambas coronas.
En 1948, fue eliminado el blasón representativo de Islandia dada la independencia de dicha isla. Así, el escudo quedaba cuartelado con las armas de Dinamarca propia en el primer cuartel y de Schleswig en el segundo. El tercer cuartel estaba dividido también, con las tres coronas abiertas de oro en representación de la Unión de Kalmar en la división superior, un carnero pasante en la división izquierda (por las islas Feroe) y un oso polar rampante en la derecha (por Groenlandia), todas sobre campos en azur. El cuarto cuartel, en tanto, tenía el blasón alusivo al título de "Rey de los godos" (campo de oro, un león pasante de azur armado y lampasado de gules, bajo nueve corazones de gules distribuidos de arriba abajo cuatro, tres y dos) y de "Rey de los vándalos" (en un campo de gules, un dragón pasante de oro, armado y linguado de lo mismo). El escusón, en tanto, figuraba con los blasones representantivos de las casas de Oldemburgo, Holstein, Stormarn, Dithmarschen, Lauenburg y Delmenhorst.
La descripción heráldica completa del escudo en 1948 figura así:

Escudo cuartelado de la Cruz de Dannebrog, que es de plata bordeada de gules; en el primero y en el cuarto, de oro sembrado de nueve corazones de gules, tres leones pasantes de azur, armados y lampasados de gules y coronados de oro; en el segundo, de oro, dos leones pasantes de azur, armados y lampasados de gules; en el tercero cortado, en el primero, de azur, tres coronas adornadas de tres florones de oro, distribuidas de arriba abajo, dos y una, en el segundo partido, en 1, de azur, un carnero pasante de plata armado de oro y lampasado de gules, en 2, de azur, un oso polar rampante de plata, armado de sable y lampasado de gules; sobre el todo, en escusón de oro, dos fajas de gules.
El escudo rodeado de los collares de las órdenes de Dannebrog y del Elefante. Por tenantes, dos salvajes en su color, teniendo garrotes de lo mismo y terrazados de oro.
El todo colocado bajo un manto real de gules, guarnecido de oro y forrado de armiño, alzado con cuerdas de oro que terminan en borlas de lo mismo; sumado de la Corona de Cristián V que es la real danesa, cerrada, que es un círculo de oro engastado de piedras preciosas, decorado en sus bordes superior e inferior por perlas, compuesto de ocho florones, visibles cinco, interpolados de perlas y de los que parten sendas diademas sumadas de perlas, que convergen en un orbe de azur, con el semimeridiano y el ecuador de oro y decorados con perlas, sumado de cruz de oro y de plata. La corona forrada de gules.

Las armas del monarca danés fueron modificadas al inicio del reinado de Margarita II, el 16 de noviembre de 1972, cuando se retiraron del mismo algunos blasones. El cuarto cuartel, con los títulos de Rey de los Godos y de los Vándalos fue reemplazado por un duplicado del escudo de Dinamarca, igual al del primer cuartel. El escusón, en tanto, fue simplificado, dejando únicamente el blasón de Oldemburgo.
Al asumir Federico X en 2024, mantuvo inicialmente las armas reales usadas por su madre. En enero de 2025, sin embargo, fue publicada la nueva versión que daba más prominencia a los blasones de Groenlandia y Feroe, colocándolos completamente en el segundo y tercer cuartel, respectivamente. Este cambio, aunque se dio en el contexto de las aspiraciones de Donald Trump de adquirir Groenlandia como territorio estadounidense, se originan en propuestas realizadas desde el comienzo del reinado de Federico X como forma de dar mayor prominencia a las diferentes unidades que conforman el Reino.

### Evolución de las armas reales danesas
| Sellos de los monarcas daneses (ca. 1190-1397)    |        |                                                                              | |
| Escudo                                            | Escudo | Detalles                                                                     | Detalles |
|                                                   |        | Sello de Canuto VI (ca. 1190)                                                | |
|                                                   |        | Sello de Valdemar II (1201-1241)                                             | |
|                                                   |        | Sello de Erico V (1259-1286)                                                 | |
|                                                   |        | Sello de Erico VI (1286-1319)                                                | |
|                                                   |        | Escudo de Valdemar IV (1340–1375)                                            | |
|                                                   |        | Sello de Margarita I (1389–1412)                                             | |
| Armas reales de Dinamarca (1397 a 2024)           |        |                                                                              | |
| Escudo                                            | Escudo | Titulares y Vigencia                                                         | Cuarteles |
|                                                   |        | Erico de Pomerania (1397–1439)                                               | Dinamarca, Suecia, Casa de Bjälbo y Pomerania. En escusón: Noruega. |
|                                                   |        | Cristóbal de Baviera (1440–1448)                                             | Casa de Bjälbo y Baviera. En escusón: Dinamarca, Suecia, Noruega y las armas del título de "Rey de los Vándalos". |
|                                                   |        | Cristián I, Juan y Cristián II (1448–1523)                                   | Dinamarca, Suecia, Noruega y las armas del título de "Rey de los Vándalos". En escusón: Holstein y Schleswig; sobre el todo, Oldemburgo. |
| Armas reales de Dinamarca y Noruega (1524 a 1814) |        |                                                                              | |
| Escudo                                            | Escudo | Titulares y Vigencia                                                         | Cuarteles |
|                                                   |        | Federico I (1523–1533)                                                       | Dinamarca, Noruega, Schleswig y Holstein. En escusón: Oldemburgo. |
|                                                   |        | Cristián III (1534–1559)                                                     | Dinamarca, Noruega, Unión de Kalmar, armas del título de "Rey de los Godos" y del título de "Rey de los Vándalos". En escusón: Schleswig, Holstein, Storman y Oldemburgo. |
|                                                   |        | Federico II, Cristián IV, Federico III y Cristián V (1559–1699)              | Dinamarca, Noruega, Unión de Kalmar, las armas del título de "Rey de los Godos" y del título de "Rey de los Vándalos". En escusón: Schleswig, Holstein, Storman, Dithmarschen; sobre el todo, Oldemburgo y Delmenhorst.                                                        |
|                                                   |        | Federico IV, Cristián VI, Federico V, Cristián VII y Federico VI (1699-1819) | Dinamarca, Noruega, Unión de Kalmar, Schleswig, las armas del título de "Rey de los Godos" y del título de "Rey de los Vándalos". En escusón: Holstein, Storman, Dithmarschen; sobre el todo, Oldemburgo y Delmenhorst.                                                        |
| Armas reales de Dinamarca (1814 a 2024)           |        |                                                                              | |
| Escudo                                            | Escudo | Titulares y Vigencia                                                         | Cuarteles |
|                                                   |        | Federico VI, Cristián VIII y Federico VII (1819-1903)                        | Dinamarca, Schleswig, Unión de Kalmar, Islandia (armas antiguas), Islas Feroe, Groenlandia, las armas del título de "Rey de los Godos" y del título de "Rey de los Vándalos". En escusón: Holstein, Storman, Dithmarschen, Lauenburg; sobre el todo, Oldemburgo y Delmenhorst. |
|                                                   |        | Cristián IX, Federico VIII y Cristián X, (1903-1948)                         | Dinamarca, Schleswig, Unión de Kalmar, Islandia (armas modernas), Islas Feroe, Groenlandia, las armas del título de "Rey de los Godos" y del título de "Rey de los Vándalos". En escusón: Holstein, Storman, Dithmarschen, Lauenburg; sobre el todo, Oldemburgo y Delmenhorst. |
|                                                   |        | Federico IX (1948-1972)                                                      | Dinamarca, Schleswig, Unión de Kalmar, Islas Feroe, Groenlandia, las armas del título de "Rey de los Godos" y del título de "Rey de los Vándalos". En escusón: Holstein, Storman, Dithmarschen, Lauenburg; sobre el todo, Oldemburgo y Delmenhorst.                            |
|                                                   |        | Margarita (1972-2024)                                                        | Dinamarca, Schleswig, Unión de Kalmar, Islas Feroe, Groenlandia, las armas del título de "Rey de los Godos" y del título de "Rey de los Vándalos". En escusón: Oldemburgo. |

## Variantes usadas por los miembros de la Familia Real
| Escudos de los miembros la Familia Real Danesa |                                                                     | |
| Imagen                                         | Escudo                                                              | Detalles |
|                                                | Escudo de armas de la reina consorte María de Dinamarca             | Reúne, en un escudo acolado, las armas de su marido, el rey Federico X, con las de su familia, Donaldson, que fueron adoptadas en el año 2006: en un campo de oro un águila exployada de gules, linguada de lo mismo y picada y membrada de azur, brochante un navío de sable; al jefe de azur, una rosa heráldica de oro acompañada de dos estrellas de siete rayos de lo mismo. El águila de gules, bicéfala, ha sido adoptada del clan de MacDonald y el navío (lymphad) es un mueble heráldico característico de la heráldica escocesa. Las estrellas de siete rayos que acompañan a la rosa se tomaron del escudo de Australia, país natal de la reina. La corona es la utilizada por las consortes. |
|                                                | Escudo de armas del príncipe heredero Cristián de Dinamarca         | Son semejantes a las armas reales. Se difierencian de estas en la corona, cerrada por cuatro diademas (tres a la vista) en vez de ocho, y el manto de color púrpura. |
|                                                | Escudo de armas del príncipe Joaquín                                | Son semejantes a las armas reales de Margarita II. Se diferencian en el escusón, dividido en dos particiones: en la partición derecha (del escudo) figura el blasón de Oldemburgo y en la izquierda el de Laborde de Monpezat. La corona es la de príncipe de Dinamarca. |
|                                                | Escudo de armas de la princesa Marie, consorte del príncipe Joaquín | En un escudo acolado se muestran las armas de su consorte, el príncipe Joaquín, con las de su familia, Cavallier, que fueron creadas en 2010: en un campo de plata un jinete de azur montado sobre un caballo de lo mismo, linguado de gules y acompañado de tres corazones, bien colocados, de lo mismo y huecos de una flor de lis. Se trata de unas armas parlantes ya que su apellido de soltera significa caballero o el jinete. Los muebles secundarios consisten en una combinación de símbolos daneses (los corazones que figuran en el escudo danés) y franceses (las lises del escudo del antiguo Reino de Francia) por el país natal de la princesa. La corona es la de príncipe de Dinamarca. |